# Маріанський хрест
Маріанський хрест Німецького лицарського ордена (нім. Marianer-Kreuz des Deutschen Ritterordens) — почесна відзнака Тевтонського ордену.

## Історія

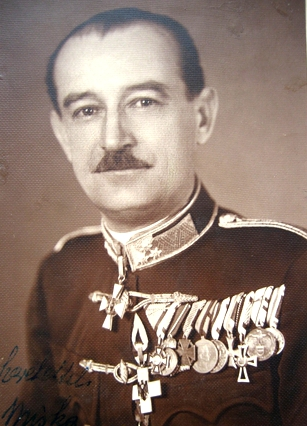
Фельдмаршал-лейтенант угорської армії Міхай Ібраній. На орденській колодці помітний Маріанський хрест (третій праворуч).

Нагороду заснував 57-й великий магістр Тевтонського ордену Вільгельм Франц Карл Австрійський, який в 1871 році вирішив створити в Тевтонському ордені добровольчий корпус медичної служби, яка діяла в мирному часі і в часі війни. Умовою для прийому в корпус було шляхетське походження, австрійське громадянство, католицьке віросповідання, 19-річний вік (жінки ― 17 р.). Усі члени корпусу повинні були, надавати будь-яку допомогу лікарням та госпіталям. Також усі члени вносили щорічний внесок ордену не менше 25 гульденів. Для відзначення цих осіб, 26 березня 1871 р., був створений Маріанський хрест в двох класах.
20 листопада 1880 року статут передбачав, що громадяни інших держав, католицького віросповідання також отримували право носити Маріанський хрест за одноразову суму 500 флоринів.
В 1918 році, після падіння Австро-угорської імперії, нагородження припинили.

## Класи нагороди
- І клас ― нашийний «Лицарський Маріанський хрест» (65×44 мм, діаметр центрального медальйона 15 мм);

- ІІ клас ― нагрудний «Маріанський хрест» (42×35 мм, діаметр центрального медальйона також 15 мм).

## Опис
Чорний тевтонський хрест на білому фоні є символом перемоги Христа над силами темряви та смерті, в центрі хреста — круглий медальйон (9×9 мм). На аверсі медальйона зображений червоний хрест на білому тлі, оточений гаслом «лат. ORDO TEUTONICUM HUMANITATI» — «Тевтонський орден за людяність». Реверс із круглим центральним білим емалевим медальйоном із датою «1871» чорними літерами на білому тлі в чорному кільці.

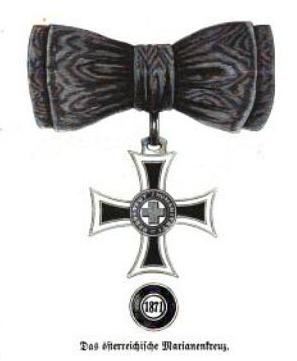
Маріанський хрест 2-го класу на банті для жінок.

Монетні двори, які виготовляли нагороду:
FR ― Ф. Роте; VM ― В. Майер; G.A.S. ― Шейд; HUW ― головний монетний двір Відня. Також траплялися хрести без штемпеля виробника.
Хрест носили на лівому боці грудей на трикутній чорно-білій стрічці, до 1886 р. на чорній.

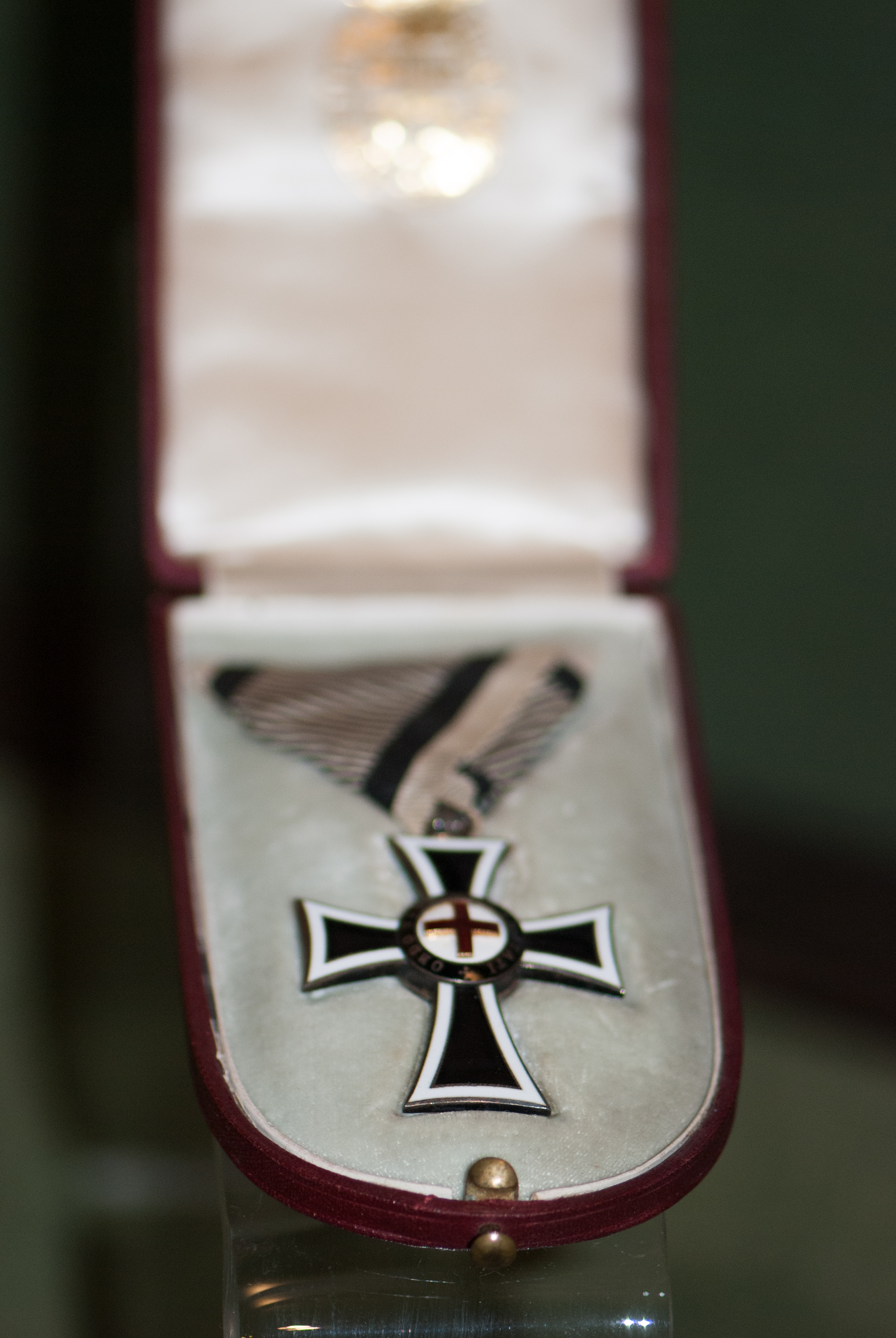
Маріанський хрест 2-го класу в оригінальному футлярі.

До 23 травня 1886 року використовувалася стрічка чорного кольору для обох ступенів ордена. Жіночий варіант нагороди носився на стрічці складеної в вигляді банта.